# Кабанов Павло Андрійович
Павло Андрійович Кабанов (1902, село Глазово Московської губернії, тепер Московської області, Російська Федерація — ?) — радянський діяч, 1-й заступник голови Ради міністрів Узбецької РСР. Депутат Верховної ради Узбецької РСР. Депутат Верховної Ради СРСР 2—3-го скликань.

## Біографія
Народився в селянській родині. З 1912 року працював у господарстві батька. З 1918 по 1921 рік навчався в Щаповській сільськогосподарській школі Московської губернії. Під час навчання вступив до комсомолу.
Член РКП(б) з 1921 року.
У 1921—1924 роках — інструктор та помічник агронома Московського повітового земельного відділу Московської губернії.
З 1924 до 1929 року служив у Червоній армії.
У 1929—1931 роках — на роботі в радянських та кооперативних органах Москви.
У 1931—1933 роках — студент Інституту зовнішньої торгівлі в Москві.
У 1933—1935 роках — уповноважений Комітету заготівель при РНК СРСР та Народного комісаріату радгоспів СРСР в Булунгурському районі Узбецької РСР.
У 1935—1937 роках — уповноважений Комітету заготівель при РНК СРСР в Сурхан-Дар'їнському окрузі Узбецької РСР.
У 1937—1938 роках — заступник уповноваженого Комітету заготівель при РНК СРСР в Узбецькій РСР.
У 1938—1939 роках — заступник уповноваженого, уповноважений Народного комісаріату заготівель СРСР в Узбецькій РСР.
У 1939—1940 роках — член колегії Народного комісаріату заготівель СРСР.
У 1940—1951 роках — 1-й заступник голови Ради народних комісарів (Ради міністрів) Узбецької РСР.
Подальша доля невідома.

## Нагороди
- орден Леніна (16.01.1950)
- орден Вітчизняної війни І ст. (1945)
- чотири ордени Трудового Червоного Прапора (8.05.1943; 10.07.1943; 23.01.1946; 6.02.1947)
- орден «Знак Пошани» (25.12.1944)
- медаль «За оборону Кавказу»
- медалі